# Onnum Valley
Das Onnum Valley ist ein unvereistes Tal im Australischen Antarktis-Territorium. In der Britannia Range liegt es zwischen dem Derrick Peak und dem Onnum Ridge.
Ein neuseeländisches Geologenteam von der University of Waikato, das zwischen 1978 und 1979 in diesem Gebiet tätig war, benannte das Tal in Anlehnung an die Benennung des Onnum Ridge. Dessen Namensgeber ist das altrömische Reiterkastell Onnum im Nordosten Englands.